# La Graineterie
La Graineterie est un centre d'art contemporain de la ville de Houilles, faisant partie du pôle Art et Culture de cette ville, dans les Yvelines, en France, ouvert en 2009. Ce centre met en avant des artistes émergents.

## Historique
Le bâtiment est une ancienne ferme puis une ancienne graineterie (non pas ici un lieu de production de graines, mais un lieu de ventes de graines et de semences), qui a fonctionné jusqu’au XXe siècle. Il témoigne du passé rural et agricole de  cette commune d’Île de-France. Ce bâtiment, comprenant des façades côté rues, une grande porte cochère, une cour intérieure et des écuries, a été acquis par la mairie, rénové et transformé en pôle culturel et centre d’art. Avec ces nouvelles missions, il a été inauguré en septembre 2009, et comprend notamment 350 m2 de surface d’exposition ( dont la cour intérieure, un grenier et les anciennes écuries ) mais aussi plusieurs ateliers d’arts plastiques et les bureaux de l’équipe animant ce centre,.

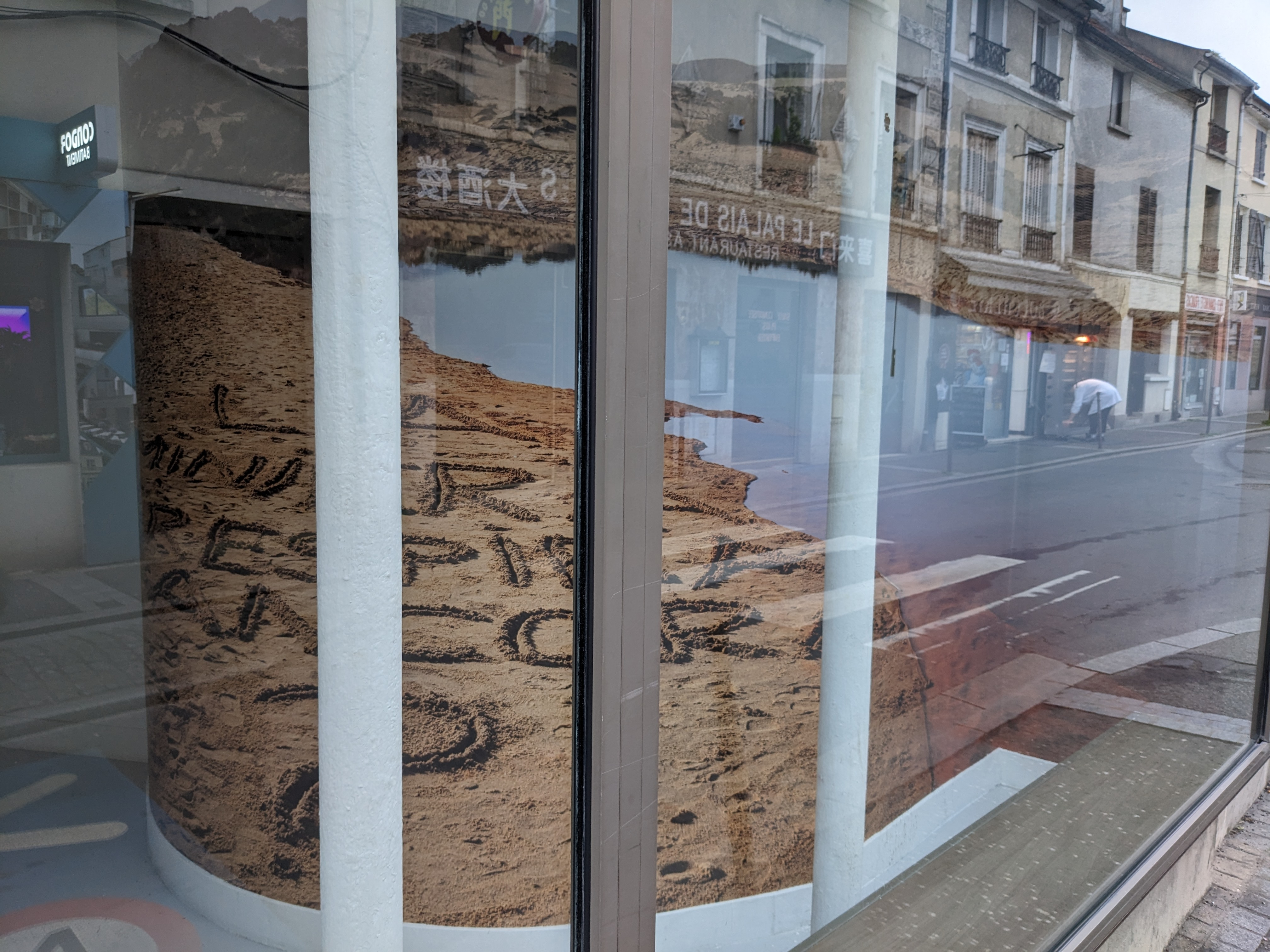
Rue commerçante Gabriel Péri se reflétant dans la vitrine du centre, en 2024

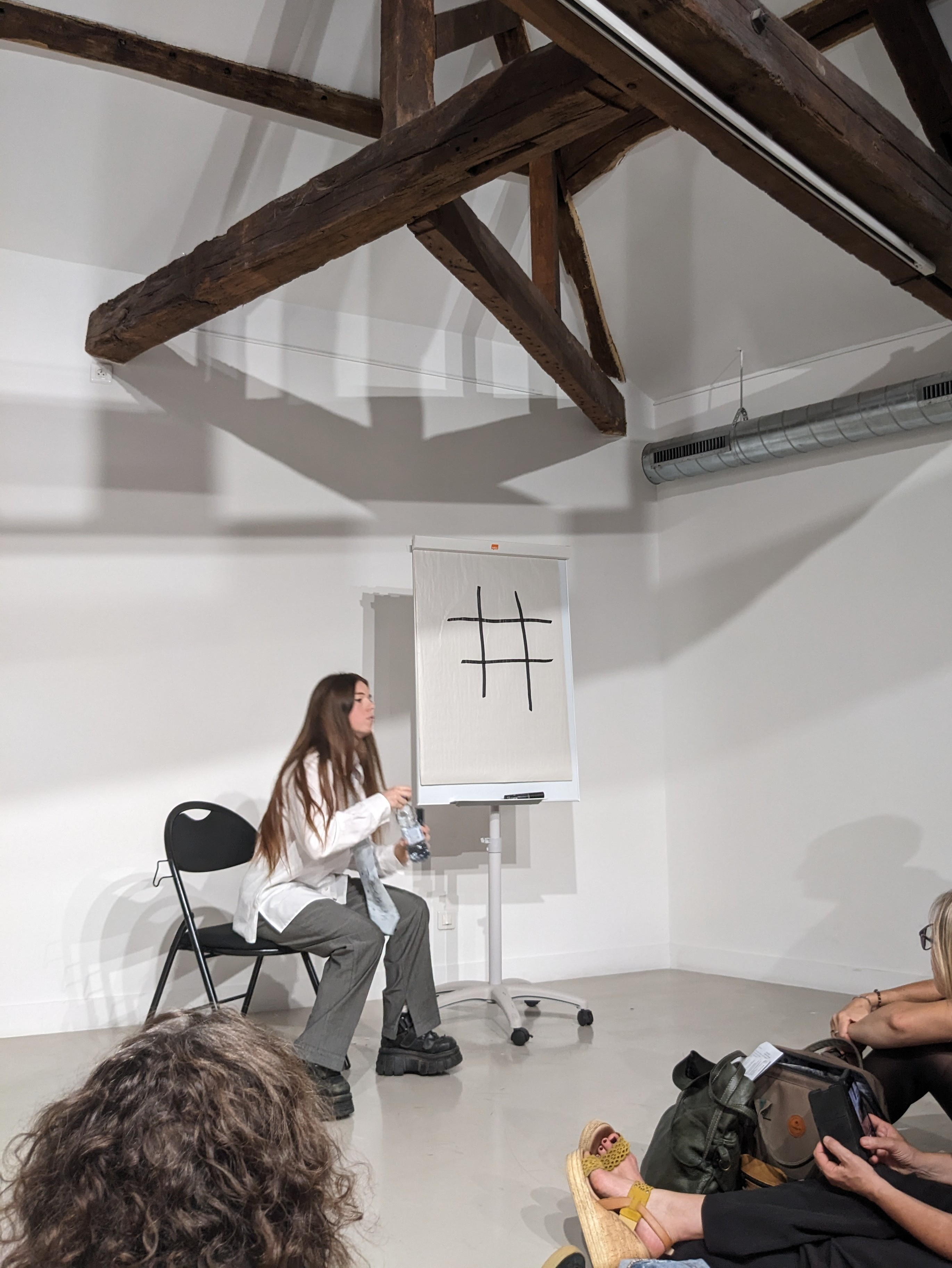
Performance de Morgane Baffier au grenier de la Graineterie en 2023

Ce centre d’art expose notamment au moins trois expositions par saison, des expositions collectives ou personnelles, avec tous les deux ans une nouvelle édition de la Biennale de la jeune création, une manifestation artistique antérieure à la création de La Graineterie (la formule en a  été conçue en 1997), et tous les ans un Salon des artistes locaux. La Graineterie partage ses ateliers avec un centre de formation artistique, l'Atelier 12. Un atelier d'encadrement, l'Atelier 36, jouxte le centre culturel, et utilise en partie l'ancien bâtiment de la Graineterie. L'ensemble, du fait du commerce de graines originel, est situé dans la principale et plus ancienne rue commerçante de la commune. Une salle de spectacles, la salle René Cassin jouxte également le centre.
Ce centre d'art est membre de TRAM réseau art contemporain Paris / Île-de-France, et de BLA!, l’association nationale des professionnels de la médiation en art contemporain.
Depuis octobre 2023, sa directrice est Marie Bechetoille, succédant à Alexandra Servel et Maud Cosson,.

## Missions de ce centre
Comme rappelé par sa directrice, Marie Bechetoille, à sa nomination, ce centre s’engage dans la promotion « de la jeune création [...] avec une programmation avant tout dédiée à des artistes émergents ». Mais il veut aussi  « renforcer le soutien à la production d’œuvres, qui est indispensable, puisque c’est une des grandes missions des centres d’art ».

## Collectif d'habitants associés au centre
Un collectif, dénommé Les Grainetonautes, regroupe une cinquantaine de personnes, habitants Houilles, Sartrouville, Carrières-sur-Seine ou Montesson dans les Yvelines, mais aussi Bezons dans le Val-d'Oise, attachés à ce lieu, amis de la Graineterie, le fréquentant régulièrement et contribuant à la vitalité culturelle du territoire.

## Quelques artistes exposés à la Graineterie
Exemples dans les années 2010 : Françoise Pétrovitch, Myriam Mihindou, Bianca Bondi, Zanele Muholi, Randa Maroufi, Agathe Brahami-Ferron.
Exemples dans les années 2020 : Agnès Geoffray, Morgane Baffier, Hanna Kokolo, Dominique Ghesquière, Lucie Douriaud, Capucine Vever.
Parmi les curatrices intervenues dans ce centre peuvent être cités notamment :
- Julie Crenn[13].
- Maud Cosson[7].